# フィーチャー映画
フィーチャー映画（feature film）またはフィーチャー（feature）とは、長編映画のこと。ただし、この用語が使われた年代や製作国によって意味が異なるので注意のこと。
元をたどればサイレント映画時代には、「フィーチャー」は数本立ての映画上映のうちの「呼び物の（featured）」映画を意味した。

## 定義
公式に映画がフィーチャーとしての資格を得るためには上映時間が40分以上あることが必要である。上映時間が40分以下の映画は短編映画として分類される。
今日のほとんどのフィーチャー映画は75分から210分間上映されるが、さらに長いフィーチャーも多い。
映画芸術科学アカデミー、アメリカン・フィルム・インスティチュート、および英国映画協会は、フィーチャー映画は上映時間40分またはそれ以上の映画と定義している。フランスの国立映画センター（Centre National de la Cinématographie）は、フィーチャー映画を、長さ1,600メートル以上の35ミリフィルムによる映画と定義しており、これは上映時間にすると58分と29秒にあたる。映画俳優組合はフィーチャー映画の最短上映時間を80分と定めている。

## 歴史
1910年までは「フィーチャー」は、同時上映の多くの短編映画と区別されて、一般的には75分以上の長めの映画「フィーチャー映画」を意味した。
1930年代・1940年代のアメリカではフィーチャー映画2本立てに、短編映画（ニュース映画、アニメーション映画、連続活劇）を同時上映する興行形態（ダブル・フィーチャー）が標準的であり、一般にフィーチャーAの上映時間はフィーチャーBよりも長かった。フィーチャーBは怪奇映画やサスペンスなどが中心だったが、これが B-Movie、すなわちB級映画の語源である。当時はフィーチャーAにフィーチャーBを抱き合わせるブロック・ブッキングが多かったが、1948年のパラマウント映画に対する合衆国最高裁判決で抱合せ上映は違憲とされ、1960年代には2本立て興行は衰退した。
今日、「フィーチャー映画」という用語は、商業映画で上映されるあらゆるノーカット長編フィクション映画のことを指す。（マイケル・ムーア監督の『華氏911』（2005年）のようにフィクションでないドキュメント・フィーチャーのようなものもある）。現在のフィーチャー映画は通常、商業映画館で2本目のフィーチャーや他の短編映画の助けなしに、単独で上映される。
たいていの初期映画は1巻ものか2巻ものだった。もっと長いフィーチャーのフォーマット（形式）の先駆けとなったのは、イタリア（例えば『ポンペイ最後の日』（ルイジ・マッシ監督、1908年）、『カビリア』（ジョヴァンニ・パストローネ監督、1914年）やフランスなど、ヨーロッパ人のプロデューサーたちによるものである。
米国ではモーション・ピクチャー・パテント・カンパニー（MPPC）が長編映画製作に対して反対したが、これはMPPCが廃れる原因の一つになった。ほどなくして、MPPCによる特許訴訟を逃れてハリウッドへ逃れたインディペンデント系の人々は、もっと長いフィーチャー映画を製作し始めた。

## 長編映画のはじまり
最初のフィーチャー映画と呼ばれるものは、上映時間70分のオーストラリア映画『Story of the Kelly Gang』（1906年）であった。
- ヨーロッパ初のフィーチャー映画：『L'Enfant prodigue』（1907年）、90分、ただし舞台劇を記録したもの
- ヨーロッパ初のフィーチャー映画（舞台劇の記録でない、純粋な劇映画）：『Les Misérables（ああ無情）』（1909年）
- イギリス初のフィーチャー映画：『Our King and Queen Through India』（1912年）、ドキュメンタリー映画かつカラー映画
- ロシア初のフィーチャー映画：『Defence of Sevastopol』（1911年）
- アメリカ合衆国初のフィーチャー映画：『Oliver Twist』 『From the Manger to the Cross』 『Richard III』（いずれも1912年）
- アジア初のフィーチャー映画：『塩原多助一代記』（1912年）、日本
- 南米初のフィーチャー映画：『O Crime dos Banhados』（1913年）、ブラジル

1915年にはアメリカだけで年600本の長編映画が撮影されていた。アメリカでの長編映画製作本数が最大に達したのは1921年（年間854本）で、最低になったのは1963年（年間121本）であった。1922年から1970年まではアメリカと日本が長編製作本数の首位を争っていたが、1971年以降はインドが首位となっている。